# قدرت أباد (مقاطعة فهرج)
قدرت أباد (بالإنجليزية: Qodratabad, Fahraj)‏ هي مستوطنة تقع في ناحية نغين كوير في إيران. يقدر عدد سكانها بـ 162 نسمة .